# Communauté de communes de la Côte des Mégalithes
La communauté de communes de la Côte des Mégalithes est une ancienne communauté de communes française, située dans le département du Morbihan, en région Bretagne.
La communauté de communes a été dissoute le 31 décembre 2013 et ses communes membres ont rejoint Auray Quiberon Terre Atlantique.

## Histoire
La communauté de communes de la Côte des Mégalithes a été créée par arrêté préfectoral du 

## Composition
La Communauté de communes de la Côte des Mégalithes regroupe trois communes : 
| Nom                        | Code Insee | Gentilé       | Superficie (km2) | Population (dernière pop. légale) | Densité (hab./km2) |
| -------------------------- | ---------- | ------------- | ---------------- | --------------------------------- | ------------------ |
| La Trinité-sur-Mer (siège) | 56258      | Trinitains    | 6,20             | 1 633 (2014)                      | 263                |
| Carnac                     | 56034      | Carnacois     | 32,71            | 4 212 (2014)                      | 129                |
| Plouharnel                 | 56168      | Plouharnelais | 18,32            | 2 138 (2014)                      | 117                |